# Salacia longipedicellata
Salacia longipedicellata är en benvedsväxtart som beskrevs av Ding Hou. Salacia longipedicellata ingår i släktet Salacia och familjen Celastraceae. Inga underarter finns listade.